# Chemický reaktor

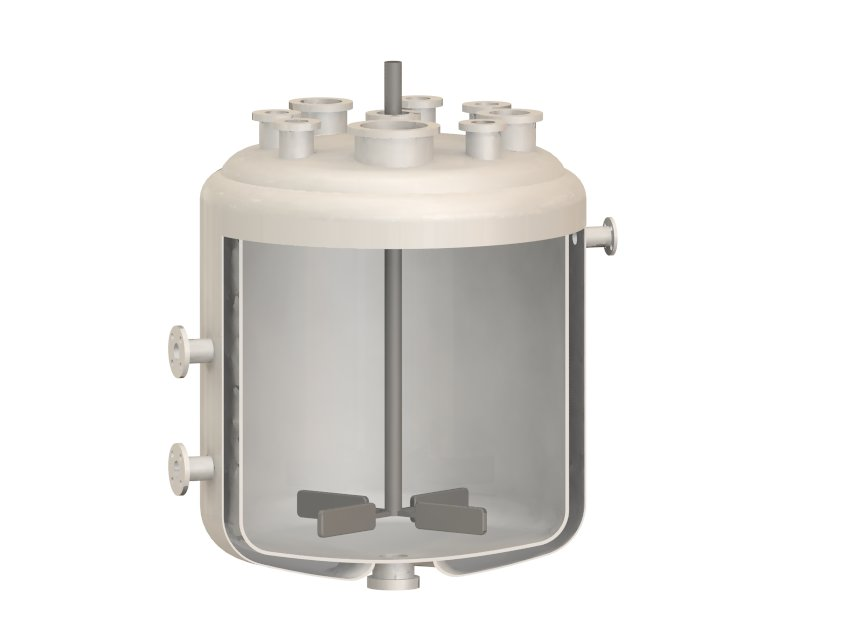
Průřez chemickým reaktorem.

Chemický reaktor je zařízení v němž probíhají řízené chemické reakce. Reaktory jsou navrhovány s ohledem na mnoho aspektů chemického inženýrství, jako maximální výtěžnost produktu, efektivitu reakce vedoucí k žádanému produktu a dosažení jeho nejvyšší možné kvality při co nejnižších nákladech. Náklady tvoří především vstupní suroviny a energie na udržování potřebné teploty, tlaku a pohybu reakční směsi.

## Základní typy chemických reaktorů

### Vsádkový míchaný reaktor
Vsádkový reaktor pracuje přetržitě, na začátku cyklu se reaktor naplní reakční směsí a po dosažení dostatečného stupně konverze reakční směsi se reaktor vyprázdní. Teplota se udržuje buď přestupem tepla přes stěnu reaktoru (tzv. duplikátor), nebo pomocí topných či chladicích hadů, jimiž proudí teplonosné médium, ponořených v reakční směsi. Reakční směs je homogenizována míchadlem. Vsádkový reaktor pracuje v neustáleném stavu. Používá se při malokapacitních reakcích v nichž je alespoň jedna složka kapalná.

### Průtočný míchaný reaktor
Reaktorová nádoba i okolní zařízení jsou podobné vsádkovému reaktoru, avšak proces probíhá nepřetržitě a obvykle v ustáleném stavu. Výchozí látky jsou do reaktoru neustále přiváděny a reakční produkty odváděny. Použití je podobné jako u vsádkového reaktoru. Výkon reaktoru je vyšší, ale jeho řízení je složitější. Stupeň konverze reakční směsi závisí na střední době zdržení látek v reaktoru
{\displaystyle \tau ={\frac {V}{\dot {V}}}}
kde {\displaystyle V} je objem reakční směsi v reaktoru a {\displaystyle {\dot {V}}} je objemový průtok na výstupu z reaktoru.

### Trubkový reaktor s pístovým tokem
Reaktor vypadá jako „trubka v trubce“. Ve vnitřní trubce probíhá reakce, zatímco ve vnější trubce proudí teplonosné médium, které udržuje teplotní režim v reaktoru. V reaktoru se uvažuje pístový tok reakční směsi. Používá se hlavně při reakcích v plynné fázi. Pracuje obyčejně v ustálením stavu. Stupeň konverze závisí na době zdržení, která je dána stejným výrazem jako u průtočného míchaného reaktoru.

## Materiály
Jako materiálu na výrobu reaktorů se používá nejčastěji ocel, dále pak litina či sklo. Materiály lze i vhodně kombinovat, například u silně kyselých reakcí je ocel potažena vrstvou keramického materiálu. Pro odolnost vůči vysokým teplotám se na stěnách používá šamot.